# 1800

## Събития
- 14 март – Кардинал Барнаба Киарамонти е избран за папа Пий VII.
- 15 май – Наполеон Бонапарт преминава Алпите и нахлува в Италия.
- 27 декември – Неуспешно покушение срещу Наполеон Бонапарт в Париж
- Инфрачервената радиация е открита от Вилхелм Хершел

## Родени
- Колю Фичето, български строител († 1881)
- Добри Желязков, български предприемач († 1865)
- Иларион Ловчански, епископ Ловчански, първи екзарх Български († 1884)
- Анастасиос Палатидис, гръцки лекар и общественик († 1848)
- Генадий Велешки, български духовник († 1876)
- 7 януари – Милиард Филмор, 13-ият президент на САЩ († 1874)
- 11 февруари – Уилям Фокс Талбот, английски пионер във фотографията († 1877)
- 12 февруари – Джон Едуард Грей, британски зоолог († 1875)
- 2 март – Евгений Баратински, руски писател († 1844)
- 28 март – Йохан Георг Ваглер, германски зоолог († 1832)
- 15 април – Джеймс Кларк Рос, британски полярен изследовател († 1862)
- 9 май – Джон Браун, американски аболиционист († 1859)
- 31 юли – Фридрих Вьолер, немски химик († 1882)
- 2 октомври – Нат Търнър, водач на бунта на чернокожото население в САЩ († 1831)
- 26 октомври – Хелмут фон Молтке Старши, германски генерал-полевимаршал († 1891)
- 3 декември – Франце Прешерн, словенски поет († 1849)
- 21 декември – Луиза Сакс-Гота-Алтенбургска, херцогина на Сакс-Кобург и Гота († 1831)
- 29 декември – Чарлз Гудиър, американски химик († 1860)

## Починали
- 27 февруари – Мари-Аделаид, френска благородничка (* 1732)
- 14 март – Дейн Барингтон, английски натуралист (* 1727)
- 7 май – Николо Пичини, италиански композитор (* 1728)
- 4 октомври – Йохан Херман, френски зоолог (* 1738)

Вижте също:
- календара за тази година